# Llista de municipis del districte de Banská Štiavnica
Llista de tots els municipis del districte de Banská Štiavnica de la regió de Banská Bystrica.
Informació actualitzada per un bot. Els canvis manuals es perdran quan s'actualitzi!
| Escut | Municipi                    | Població | Superfície km² | Densitat | Altitud | Codi postal                       | Codi territorial | Dades a Wikidata              |
| ----- | --------------------------- | -------- | -------------- | -------- | ------- | --------------------------------- | ---------------- | ----------------------------- |
|       | Banská Belá                 | 1.154    | 21,1           | 54,75    | 469     | 966 15                            | SK0322516627     | Modifica les dades a Wikidata |
|       | Banská Štiavnica            | 9.293    | 46,7           | 198,84   | 621     | 969 01                            | SK0322516643     | Modifica les dades a Wikidata |
|       | Banský Studenec             | 461      | 19,2           | 24,02    | 570     | 969 01 (pošta Banská Štiavnica 1) | SK0322516651     | Modifica les dades a Wikidata |
|       | Baďan                       | 148      | 15,1           | 9,81     | 401     | 969 01 (pošta Banská Štiavnica 1) | SK0322516601     | Modifica les dades a Wikidata |
|       | Beluj                       | 137      | 22,8           | 6,01     | 410     | 969 01 (pošta Banská Štiavnica 1) | SK0322516678     | Modifica les dades a Wikidata |
|       | Dekýš                       | 186      | 17,8           | 10,44    | 471     | 969 01 (pošta Banská Štiavnica 1) | SK0322516716     | Modifica les dades a Wikidata |
|       | Ilija                       | 350      | 10,6           | 32,9     | 550     | 969 01 (pošta Banská Štiavnica 1) | SK0322516856     | Modifica les dades a Wikidata |
|       | Kozelník                    | 174      | 9              | 19,3     | 390     | 966 15 (pošta Banská Belá)        | SK0322516953     | Modifica les dades a Wikidata |
|       | Močiar                      | 165      | 20,9           | 7,89     | 620     | 969 82 (pošta Podhorie)           | SK0322517071     | Modifica les dades a Wikidata |
|       | Podhorie (Banská Štiavnica) | 334      | 21,6           | 15,43    | 581     | 969 82                            | SK0322517143     | Modifica les dades a Wikidata |
|       | Počúvadlo                   | 85       | 15,5           | 5,48     | 540     | 969 01 (pošta Banská Štiavnica 1) | SK0322517160     | Modifica les dades a Wikidata |
|       | Prenčov                     | 614      | 24,5           | 25,06    | 298     | 969 73                            | SK0322517178     | Modifica les dades a Wikidata |
|       | Svätý Anton                 | 1.284    | 22,6           | 56,74    | 435     | 969 72                            | SK0322516597     | Modifica les dades a Wikidata |
|       | Vysoká                      | 126      | 14,6           | 8,65     | 665     | 969 01 (pošta Banská Štiavnica)   | SK0322517372     | Modifica les dades a Wikidata |
|       | Štiavnické Bane             | 839      | 10,2           | 82,59    | 682     | 969 81                            | SK0322517283     | Modifica les dades a Wikidata |